# 초계향교
초계향교(草溪鄕校)는 대한민국 경상남도 합천군 초계면에 있는 향교이다. 1983년 8월 12일 경상남도의 유형문화재 제227호로 지정되었다.

## 개요
향교는 훌륭한 유학자를 제사하고 지방민의 유학교육과 교화를 위하여 나라에서 지은 교육기관이다
조선 인조 6년(1628)에 세워졌으며 1800년대 초반에 현재의 위치로 옮겼다.
남아있는 건물은 출입문인 풍화루, 공부하는 곳인 명륜당과 동·서재, 사당인 대성전과 동·서무 등이 있다. 건물의 배치는 명륜당이 앞에 있고 대성전이 뒤에 있는 전학후묘의 형태이다.
조선시대에는 국가로부터 토지와 전적·노비 등을 지급 받아 학생들을 가르쳤으나 갑오개혁(1894) 이후 제사만 지내고 있다.

## 참고 자료
- 초계향교 - 국가유산청 국가유산포털